# Mount Augustus
Mount Augustus (domorodý název Burringurrah) je skalní masiv v Západní Austrálii, v regionu Gascoyne. Jeho vrchol se nachází 1106 metrů nad mořem a více než osm set metrů nad okolní rovinou. Délka hřbetu dosahuje téměř osm kilometrů. Tento geologický útvar pochází z doby před více než 1,5 miliardou let. Soupeří o titul největšího světového monolitu s Uluru (Ayers Rock), která je sice menší, ale jde skutečně o jediný kus kamene, kdežto Mount Augustus je souvrství. Okolí hory bylo vyhlášeno národním parkem.
V roce 1894 bylo nedaleko Mount Augustus objeveno zlato.